# Малиновка (Аркадакский район)
Мали́новка — село в Аркадакском районе Саратовской области России. Административный центр Малиновского сельского поселения.

## География
Село расположено на левом берегу реки Хопёр. Близлежащие населённые пункты: сёла Советский, Летяжевка, Чиганак и Ольшанка.

## История
На 1911 год село входит в Балашовский уезд, Котоврасинская волость. Согласно "Списку населенных мест Саратовской губернии по сведениям на 1911 год", в селе Малиновка; число дворов - 667, жителей мужского пола - 1889, женского пола - 1837, всего – 3726. В селе была церковная и земская школа.
В 1929 году был организован колхоз им. Крупской из двух отделений «Заветы Ильича» и «Красногорский». В 1954 году после укрепления хозяйство переименовано в колхоз им. Кирова, а в марте 1963 в колхоз им. Крупской.

## Население
| 2002 | 2010 |
| ---- | ---- |
| 1144 | ↘977 |

## Уличная сеть
В селе девять улиц: Балашовская, Красногорская, Крупской, Ленина, Молодёжная, Набережная, Пролетарская, Советская, Хоперская.
И три переулка: Зелёный, Калинина, Красногорский.

## Достопримечательности
- В селе есть церковь во имя мученицы Параскевы Пятницы. Построена в 1838 году.

Из истории: Церковь каменная, с каменной же колокольней, построена тщанием прихожан. Престолов в ней было два: главный в честь Рождества Пресвятой Богородицы, в приделе — во имя святой великомученицы Параскевы. В штате храма состояли священник, диакон и два псаломщика, дома для причта были церковные. В приходе была церковная школа.
С 1990 года храм действующий. Регулярно совершаются богослужения.
- Памятник воинам-землякам.

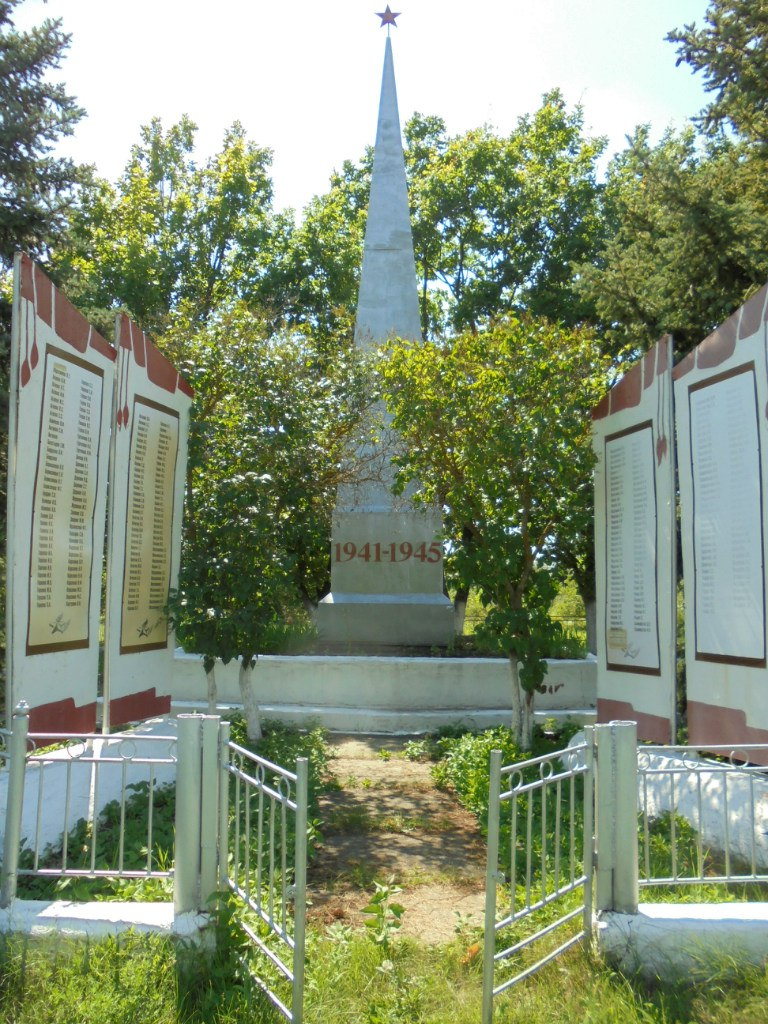
Мемориал
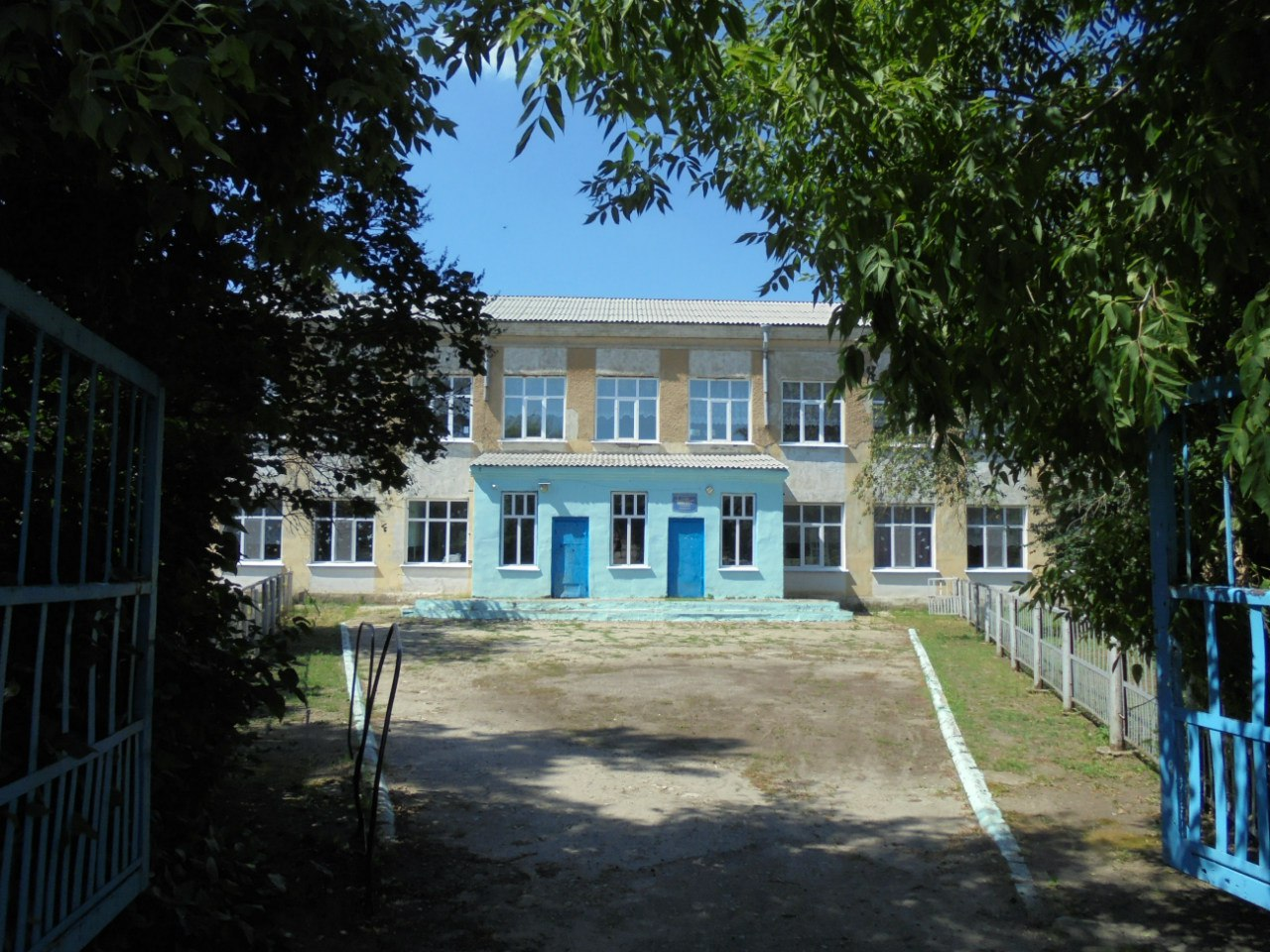
Школа

## Известные уроженцы
- Варсонофий (Судаков) (род. 3 июня 1955) — митрополит Саранский и Мордовский, глава Мордовской митрополии (до 19 марта 2014 года). С 19 марта 2014 года митрополит Санкт-Петербургский и Ладожский. С 2009 по 2019 год — Управляющий делами Московской Патриархии, постоянный член и секретарь Священного Синода.
- Бутков, Яков Петрович[источник не указан 3265 дней] (1820 или 1821—1856) — русский писатель
- Толкачёва, Антонина Ивановна — Герой Социалистического Труда.
- Грибанова, Любовь Сергеевна — Герой Социалистического Труда.